# Número cabtaxi
Un número cabtaxi, en matemàtiques, el n número cabtaxi, sovint anomenat Cabtaxi(n), és definit com el més petit enter que es pot escriure en n maneres o maneres diferents (en un ordre de termes aproximats) com a suma de dos cubs positius, nuls o negatius. Els nombres cabtaxi existeixen per a tot n ≥ 1; fins a abril de 2014 es coneixen 10 nombres cabtaxi: 
{\displaystyle {\begin{matrix}\mathrm {Cabtaxi} (1)&=&1&=&1^{3}+0^{3}\end{matrix}}}
{\displaystyle {\begin{matrix}\mathrm {Cabtaxi} (2)&=&91&=&3^{3}+4^{3}\\&&&=&6^{3}-5^{3}\end{matrix}}}
{\displaystyle {\begin{matrix}\mathrm {Cabtaxi} (3)&=&728&=&6^{3}+8^{3}\\&&&=&9^{3}-1^{3}\\&&&=&12^{3}-10^{3}\end{matrix}}}
{\displaystyle {\begin{matrix}\mathrm {Cabtaxi} (4)&=&2741256&=&108^{3}+114^{3}\\&&&=&140^{3}-14^{3}\\&&&=&168^{3}-126^{3}\\&&&=&207^{3}-183^{3}\end{matrix}}}
{\displaystyle {\begin{matrix}\mathrm {Cabtaxi} (5)&=&6017193&=&166^{3}+113^{3}\\&&&=&180^{3}+57^{3}\\&&&=&185^{3}-68^{3}\\&&&=&209^{3}-146^{3}\\&&&=&246^{3}-207^{3}\end{matrix}}}
{\displaystyle {\begin{matrix}\mathrm {Cabtaxi} (6)&=&1412774811&=&963^{3}+804^{3}\\&&&=&1134^{3}-357^{3}\\&&&=&1155^{3}-504^{3}\\&&&=&1246^{3}-805^{3}\\&&&=&2115^{3}-2004^{3}\\&&&=&4746^{3}-4725^{3}\end{matrix}}}
{\displaystyle {\begin{matrix}\mathrm {Cabtaxi} (7)&=&11302198488&=&1926^{3}+1608^{3}\\&&&=&1939^{3}+1589^{3}\\&&&=&2268^{3}-714^{3}\\&&&=&2310^{3}-1008^{3}\\&&&=&2492^{3}-1610^{3}\\&&&=&4230^{3}-4008^{3}\\&&&=&9492^{3}-9450^{3}\end{matrix}}}
{\displaystyle {\begin{matrix}\mathrm {Cabtaxi} (8)&=&137513849003496&=&22944^{3}+50058^{3}\\&&&=&36547^{3}+44597^{3}\\&&&=&36984^{3}+44298^{3}\\&&&=&52164^{3}-16422^{3}\\&&&=&53130^{3}-23184^{3}\\&&&=&57316^{3}-37030^{3}\\&&&=&97290^{3}-92184^{3}\\&&&=&218316^{3}-217350^{3}\end{matrix}}}
{\displaystyle {\begin{matrix}\mathrm {Cabtaxi} (9)&=&424910390480793000&=&645210^{3}+538680^{3}\\&&&=&649565^{3}+532315^{3}\\&&&=&752409^{3}-101409^{3}\\&&&=&759780^{3}-239190^{3}\\&&&=&773850^{3}-337680^{3}\\&&&=&834820^{3}-539350^{3}\\&&&=&1417050^{3}-1342680^{3}\\&&&=&3179820^{3}-3165750^{3}\\&&&=&5960010^{3}-5956020^{3}\end{matrix}}}
{\displaystyle {\begin{matrix}\mathrm {Cabtaxi} (10)&=&933528127886302221000&=&77480130^{3}-77428260^{3}\\&&&=&41337660^{3}-41154750^{3}\\&&&=&18421650^{3}-17454840^{3}\\&&&=&10852660^{3}-7011550^{3}\\&&&=&10060050^{3}-4389840^{3}\\&&&=&9877140^{3}-3109470^{3}\\&&&=&9781317^{3}-1318317^{3}\\&&&=&9773330^{3}-84560^{3}\\&&&=&8444345^{3}+6920095^{3}\\&&&=&8387730^{3}+7002840^{3}\end{matrix}}}
O en un gràfic més clar: 
| n | Ca(n)              | a^3+b^3 |  | Descobridor         |
| - | ------------------ | --- |  | ------------------- |
| 1 | 1                  | 1,0 |  |                     |
| 2 | 91                 | 3,4 6,-5 |  |                     |
| 3 | 728                | 6,8 9,-1 12,-10 |  |                     |
| 4 | 2741256            | 2421,19083 140,-14 168,-126 207,-183 |  |                     |
| 5 | 6017193            | 166,113 180,57 185,-68 209,-146 246,-207                                                                                                   |  | Randall L. Rathbun  |
| 6 | 1412774811         | 963,804 1134,-357 1155,-504 1246,-805 2115,-2004 4746,-4725                                                                                |  | Randall L. Rathbun  |
| 7 | 11302198488        | 1926,1608 1939,1589 2268,-714 2310,-1008 2492,-1610 4230,- 4008 9492,-9450                                                                 |  | Randall L. Rathbun  |
| 8 | 137513849003496    | 22944,50058 36547,44597 36984,44298 52164,-16422 53130,-23184 57316,-37030 97290,-92184 218316,-217350                                     |  | Daniel J. Bernstein |
| 9 | 424910390480793000 | 645210,538680 649565,532315 752409,-101409 759780,-239190 773850,-337680 834820,-539350 1417050,-1342680 3179820,-3165750 5960010,-5956020 |  | Duncan Moore        |

Els nombres Cabtaxi(5), Cabtaxi(6) i Cabtaxi(7) han estat trobats per Randall L. Rathbun; i el Cabtaxi(8) per Daniel J. Bernstein, que ha demostrat que Cabtaxi(9) ≥ 1019, mentre que Duncan Moore, al 2005, trobà els nombres que correspondrien a Cabtaxi (9).